# Eliza Sproat Turner
Eliza Sproat Turner (ur. 1826, zm. 1903) – amerykańska działaczka społeczna, sufrażystka i poetka.

## Życiorys
Eliza L. Sproat Turner urodziła się w Filadelfii. Jej ojciec był farmerem ze stanu Vermont. Matka poetki, Maria Lutwyche, przybyła do Ameryki około 1818 z Birmingham. W 1855 Eliza wyszła za mąż za Nathaniela Randolpha, który zmarł po zaledwie trzech latach małżeństwa. Para miała jednego syna, który później studiował University of Pennsylvania i został lekarzem. W 1864 Eliza powtórnie wyszła za mąż za prawnika Josepha C. Turnera. Poetka zmarła 20 czerwca 1903 w Windtryst w Pensylwanii. Florence Earle Coates napisała na jej cześć wiersz In Memory — Eliza Sproat Turner.

## Twórczość
Eliza Sproat Turner wydała między innymi tomik wierszy Out-of-Door Rhymes (1872). W wydaniu z 1903 zbiorek został uzupełniony wspomnieniem o autorce pióra Lenore M. Lybrand.